# Padangsilojongan
Padangsilojongan is een bestuurslaag in het regentschap Mandailing Natal van de provincie Noord-Sumatra, Indonesië. Padangsilojongan telt 549 inwoners (volkstelling 2010).